# Рагби репрезентација Грузије
Рагби јунион репрезентација Грузије је рагби јунион тим који представља Грузију у овом екипном спорту. У Грузији је рагби национални спорт, већина њихових најбољих играча игра у Топ 14. Грузија на светском првенству никада није прошла групну фазу. Дрес Грyзије је црвене боје, а највећи ривал им је Русија у такмичењу Куп европских нација. Највише утакмица за Грузију одиграо је Иракли Абусеридзе - 85, највише есеја дао је корпулентни Мамука Горгодзе, а најбољи поентер је Мераб Квирикашвили са 478 поена. 

## Тренутни састав
Шалва Мамукашвили
Симон Маисурадзе
Кака Асиешвили
Леван Чилачава
Дејвит Кубриашвили
Дејвит Кубриашвили
Леван Датунашвили
Константин Микаутадзе
Мамука Горгодзе
Виктор Колелишвили
Лаша Ломидзе
Васил Лобзанидзе
Лаша Кмаладзе
Дејвит Качарава
Мераб Шарикадзе
Мураз Гиоргадзе
Александер Тодуа
Мераб Квиракашвили
Бека Тсиклаури